# Balša Radunović
Balša Radunović (Cettigne, 12 agosto 1992) è un pallavolista montenegrino, schiacciatore nel Lamongan Sadang MHS.

## Palmarès

### Club
- Campionato montenegrino: 2

2009-10, 2010-11
- Campionato spagnolo: 2

2017-18, 2018-19
- Coppa di Montenegro: 2

2009-10, 2010-11
- Coppa del Re: 1

2017-18
- Supercoppa spagnola: 3

2016, 2017, 2018

### Nazionale (competizioni minori)
- European League 2014

### Premi individuali
- 2017 - Supercoppa spagnola: MVP